# Reisalpe
Le Reisalpe est un sommet des Alpes, à 1 399 m d'altitude, point culminant des Alpes de Gutenstein, en Autriche (Basse-Autriche).